# Chiesa di San Pier di Sotto
La chiesa di San Pier di Sotto è un edificio sacro situato nel comune di San Casciano in Val di Pesa.
È così chiamata per distinguerla dalla chiesa di San Pier di Sopra, posta più a monte ed è conosciuta anche come San Pierino.

## Storia
In passato era conosciuta come San Pier degli Abbruciati come risulta in un documento del giugno 1214. In un documento datato 7 agosto 1260 i massari Ricevuto Giovanni, Buono Orlandi e Cambio Iacobi promettono solo 4 staia di grano all'esercito fiorentino; evidentemente la chiesa in quel periodo era priva del rettore. Nella decima del 1276 paga al Papa 4 lire mentre in quella del 1302 soltanto 2 lire, a dimostrazione delle non floride condizioni economiche del popolo.
È nominata anche in un documento del 18 novembre 1313, quando il suo prete titolare, Pagno, fu eletto priore, col consenso del pievano di San Pietro in Bossolo, del capitolo della Chiesa di San Jacopo alla Sambuca. Al prete Pagno seguì il prete Bencio citato in un documento datato 16 febbraio 1335. Nel 1347 il popolo doveva avere il patronato della chiesa perché in quell'anno i capifamiglia della zona si riunirono nella chiesa per eleggere il loro primo sindaco.
Nel XVI secolo la chiesa venne data in commenda al Cardinale Pucci, ma già nel 1545 il popolo aveva ripreso il patronato. In quell'anno il popolo venne invitato dall'allora arcivescovo di Firenze Niccolò Ridolfi, in visita pastorale, a sistemare il confessionale cum cratella. Nel 1694 in occasione della creazione della Compagnia dell'Addolorata la chiesa venne ampliata e ristrutturata in stile barocco. Altri lavori vennero realizzati nel 1756 e che portarono alla quasi ricostruzione della chiesa, che venne rialzata e dotata di una sagrestia e di un campanile a vela.
Venne gravemente danneggiata dal terremoto del 18 maggio 1895.
Nel 1972 la struttura venne restaurata; in quell'occasione fu stonacato l'esterno e vennero tolte le decorazioni gotiche e barocche. Il 23 aprile 1973 la chiesa era nuovamente attiva ma, in seguito, è stata soppressa con decreto arcivescovile il 15 luglio 1986.

## Descrizione
Osservando la facciata, possiamo notare la monofora leggermente decentrata rispetto alla ghiera dell'arco d'ingresso. Il portale con architrave in arenaria, archivolto a tutto sesto e piedritti risale alla prima redazione della chiesa.
Sempre osservando la facciata si possono dedurre varie fasi di ampliamento della chiesa. La prima in epoca ancora medievale quando la facciata venne ampliata con l'apertura di un occhio, di cui è rimasto un frammento a sinistra della monofora; sempre in quel periodo venne ampliato l'interno che venne probabilmente prima intonacato e poi affrescato con un grande polittico di cui sono rimaste piccolissime tracce; in una seconda fase venne rialzato il tetto, chiuso il primitivo portale e aperto l'attuale e venne anche realizzata una finestra rettangolare che fu poi richiusa durante i lavori di restauro del 1972.
Interessante anche la piccola tribuna a calotta.
Al suo interno erano poste varie opere oggi esposte al Museo di San Casciano, tra cui la tavola di Maestro Francesco, Madonna col Bambino tra Angeli e sei santi, 1390-1400 e la tela raffigurante San Pietro di Valentino Valentini del 1886.

## Bibliografia

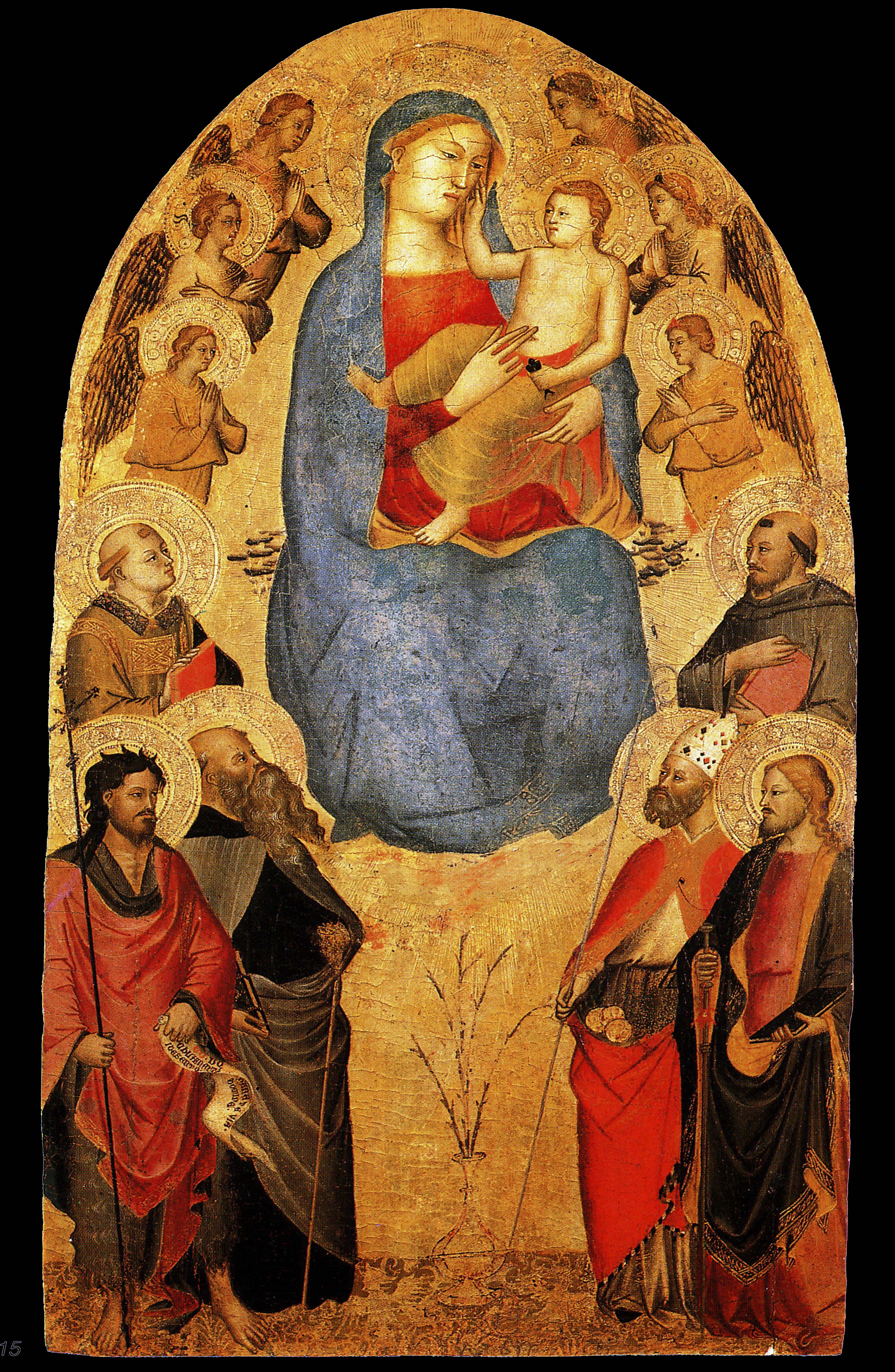
Maestro Francesco, Madonna col Bambino tra Angeli e sei Santi